# Stagione di college football 1908
La Stagione di college football 1908 fu la quarantesima stagione di college football negli Stati Uniti.
La stagione riporta l'esordio di 44 scuole statunitensi, tra cui Western Kentucky attualmente in Division I FBS. Il numero di gare ricominciò a crescere sostanzialmente, dopo le nuove regole immesse nel 1906 per rendere tale sport meno brutale.
Il 19 settembre 1908, Il Washington & Jefferson College fu la prima scuola a sfoggiare la numerazione sulle maglie, contro la Denison University.

## Regolamento
"Con le giocate modernizzate che sono state introdotte nel gioco, il football è, attualmente, lo sport nazionale in autunno così come il baseball lo è in estate" scrisse ad inizio stagione il giornale The Atlanta Constitution. La regolamentazione del passaggio in avanti, legalizzato due anni prima, fu modificata, ma tale opzione rimase una giocata piuttosto pericolosa. Nel caso di lancio toccato ma non trattenuto, nel caso fosse recuperato dalla squadra in attacco, veniva fermato il gioco e ripreso consegnando la palla alla squadra in difesa dal punto in cui era stato effettuato il primo tocco, questo per scoraggiare il lancio alto e la rincorsa generalizzata alla palla che andava di moda sulla costa orientale. Oltre a questo, la pausa di metà gara fu portata a 15 minuti
Il regolamento venne mantenuto identico a quello dell'anno prima:
- Campo di 110 yard
- Kickoff effettuato da centrocampo
- Tre down per guadagnare dieci yard
- Il touchdown assegnava 5 punti
- Il field goalassegnava 4 punti
- Passaggio in avanti legale, ma soggetto a penalizzazioni.

## Eventi principali
il 26 settembre a Philadelphia, Pennsylvania sconfisse West Virginia 6-0 completando due passaggi in avanti nella giocata che portò al touchdown, con cinque minuti di gioco ed un caldo definito "opprimente". Il mercoledì successivo, 30 settembre, Harvard faticò molto per vincere la sua gara di apertura stagionale, 5-0 su Bowdoin, con una segnatura nel secondo tempo.
I Crimson si rifecero il 3 ottobre battendo Maine 16-0, mentre Penn sconfisse Bucknell con il medesimo punteggio. Yale fu sorprendentemente batturta a Syracuse per 6-0. Navy sconfisse Rutgers 18-0. Ad ovest Michigan sconfisse Case 16-6, e Chicago batté Purdue 39-0. Al sud, Tennessee batté North Carolina 12-0 ed Auburn sconfisse Howard College 18-0. Al termine della prima settimana di gare di ottobre, solo sette scuole a livello nazionale erano rimaste imbattute, senza pareggi e senza lasciare punti agli avversari: Harvard e Penn, entrambe 3-0-0; Yale, Navy e Cornell (2-0-0); University of Chicago, Auburn, e Tennessee.
Il 10 ottobre la Cornell batté Oberlin 23-10, mentre Chicago subì una segnatura nella vittoria 29-6 su Indiana. Ad East Lansing, Michigan e Michigan State si fermarono sullo 0-0, risultato identico si verificò tra Princeton e Lafayette. Wisconsin aprì la stagione con una vittoria 35-0 sul Lawrence College, mentre Tennessee subì un touchdown dal Maryville College, 39-5 il finale. Pennsylvania il mercoledì successivo sconfisse Gettysburg College con il risultato finale di 23-4. Il 17 ottobre a New Haven, Yale affrontò un'altra imbattuta come lei, i cadetti di Army, e vinse 6-0. Nello stesso giorno Penn rimase imbattuta sconfiggendo Brown 12-0. Michigan ebbe la meglio su Notre Dame 12-6, Vanderbilt sconfisse pesantemente Clemson 41-0 ed LSU sconfisse Texas A&M 26-0.
Il 24 ottobre vide diverse importanti gare per la classifica finale. A Philadelphia, Penn (7-0-0) ospitò Carlisle (5-0-0) davanti a circa 20.000 persone al Franklin Field, dopo l'iniziale vantaggio di Penn, Carlisle pareggiò con Jim Thorpe che successivamente fallì tre field goal lasciando il punteggio sul 6-6. Ad Annapolis, Navy subì lo stesso trattamento dopo un iniziale vantaggio, nel secondo tempo Richardson perse palla e Nourse corse per il touchdown del 6-6. Princeton non ne approfittò non andando oltre lo 0-0 contro Syracuse. Michigan vinse a Columbus, contro Ohio State, 10-6. Tennessee sconfisse Georgia 10-0, Vanderbilt surclassò Ole Miss 29-0, LSU batté Rhodes 55-0 . Il mercoledì successivo Navy inflisse alla George Washington University la sua prima sconfitta, 17-0.
Il 31 ottobre iniziarono le gare all'epoca definite "intersezionali". Pittsburgh fu ospitata a St. Louis (entrambe imbattute 5-0-0) dove vinse 13-0. Michigan sconfisse ad Ann Harbor Vanderbilt 24-6. Carlisle sconfisse Navy ad Annapolis 16-6 con quattro field goal di Mike Balenti. A West Point, Princeton ed Army si fermarono sullo 0-0 sotto la neve. Ad Auburn, LSU sconfisse gli imbattuti Tigers per 10-2, infliggendogli l'unica "L" dell'anno ed impreziosendo la propria stagione imbatutta.
Yale, imbattuta, il 7 novembre ospitò la Brown non andando oltre il 10-10 finale, la Brown sbagliò la trasformazione del touchdown buttando al vento la possibilità di una prestigiosa vittoria. Al Polo Grounds di New York più di 10.000 persone sugli spalti videro la sorprendente vittoria di Dartmouth sugli imbattuti Princeton Tigers, 10-6, e nella medesima giornata, Harvard inflisse a Carlisle la sua prima sconfitta 17-0. Michigan ospitò e sconfisse Kentucky con un largo 62-0 mentre St. Louis fu fermata in casa da Sewanee sul 6-6. Vanderbilt subì la prima sconfitta stagionale presso Tennessee, 16-9. Il 10 novembre, mercoledì, LSU seppellì Baylor 89-0 .
Il 14 novembre si sfidarono due delle poche squadre ancora imbattute e senza pareggi, sotto una tormenta di neve, la Cornell (6-0-0) recò visita a Chicago (4-0-0) venendo raggiunta nei minuti conclusivi con una giocata comprendente ben tre passaggi in avanti. Pennsylvania batté Michigan 29-0 ad Ann Harbor, mentre Ohio State perse contro Vanderbilt 17-6. Pitt soffrì la prima sconfitta stagionale contro Carlisle 6-0. Yale recò visita a Princeton e davanti a 30.000 persone vinse 11-6.
La settimana dopo a New Haven scesero in campo Harvard e Yale per quella che veniva considerata la più importante gara dell'anno. Secondo il New York Times nell'impianto furono accolti 35.000 spettatori ma, se avesse potuto, ci sarebbero stati 75.000 spettatori.. Harvard vinse 4-0, con un field goal di Vic Kennard. Carlisle nel frattempo perse a Minnesota 11-6, e Michigan venne sconfitta a Syracuse 28-4. Chicago sconfisse l'imbattuta Wisconsin 18-12.
Il pomeriggio del 28 novembre, giorno del ringraziamento, Pennsylvania, guidata dal quarterback Albert Miller, sconfisse l'imbattuta Cornel 17-4. LSU terminò la stagione imbattuta con la vittoria 36-4 su Arkansas a Little Rock.

## Conference e vincitori
| Conference                                           | Scuola                | Conf. V-S-P | Totale V-S-P |
| ---------------------------------------------------- | --------------------- | ----------- | ------------ |
| Colorado Football Association                        | University of Denver  | 5 - 0       | 5 - 0        |
| Maine Intercollegiate Athletic Association           | Bowdoin               | 2 - 1 - 1   | 5 - 4        |
| Michigan Intercollegiate Athletic Association        | Albion                | 3 - 0 - 2   | 5 - 0 - 2    |
| Southern Intercollegiate Athletic Association        | Louisiana State       | 3 - 0       | 10 - 0       |
| Western Conference                                   | University of Chicago | 5 - 0       | 5 - 0 - 1    |
| Ohio Athletic Conference                             | Western Reserve       | 6 - 1       | 9 - 1        |
| Missouri Valley Intercollegiate Athletic Association | Kansas                | 4 - 0       | 9 - 0        |
| South Atlantic Intercollegiate Athletic Association  | Virginia              | 7 - 0       | 7 - 0 - 1    |

## Campioni nazionali
| 1908 | Harvard | 9–0–1  | Percy Haughton | BR               |
| 1908 | LSU     | 10–0   | Edgar Wingard  | NCF              |
| 1908 | Penn    | 11–0–1 | Sol Metzger    | HAF, HS, NCF, PD |